# Susanne Schnabl

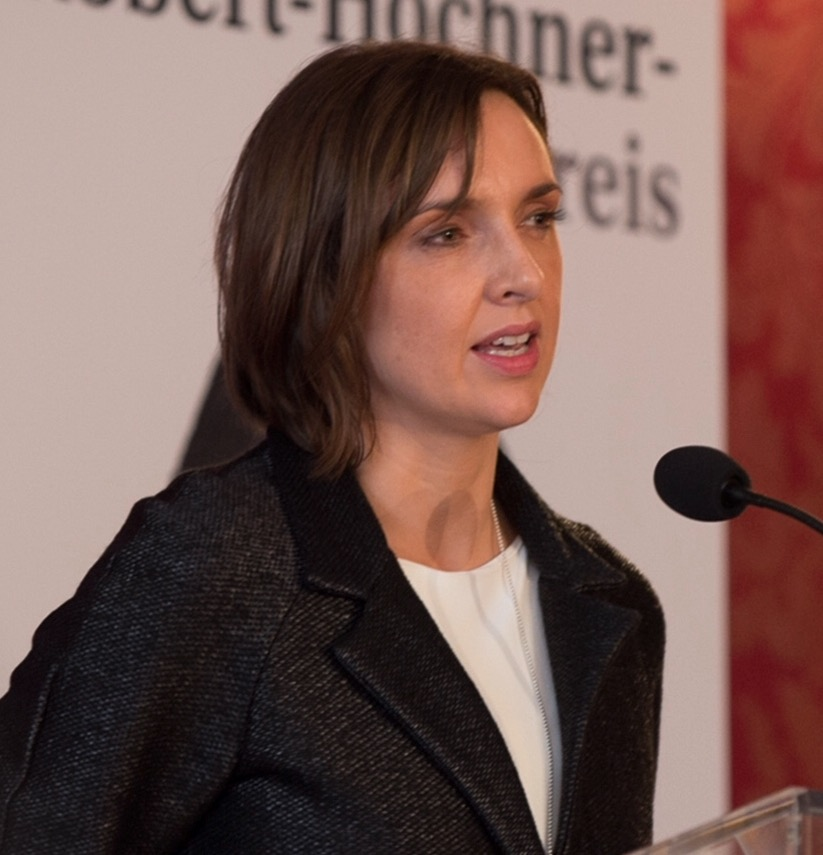
Susanne Schnabl (2016)

Susanne Schnabl-Wunderlich (* 9. April 1980 in Klagenfurt, im ORF meist ohne Doppelname genannt) ist eine österreichische Journalistin und Fernsehmoderatorin. Sie moderierte bis Ende 2024 den Report, das wöchentliche Fernsehmagazin für Innenpolitik, sowie diverse Interview-Sonderformate des ORF. Seit Jänner 2025 moderiert sie die meistgesehene politische Talksendung des ORF Das Gespräch.

## Werdegang
Susanne Schnabl wurde 1980 in Klagenfurt geboren. Erste journalistische Erfahrungen im Print- und Radiobereich sammelte die promovierte Philologin während ihres Studiums an der Universität Graz, wo sie unter anderem Deutsche Philologie, „Bühne, Film und andere Medien“, Erweiterungsstudium Anglistik/Amerikanistik sowie Angewandte Kulturwissenschaften und Kulturmanagement studierte.
Schnabl ist seit 2002 für den ORF tätig. Zunächst arbeitete sie als Nachrichtenredakteurin bei Ö3 und wechselte 2006 in die Hörfunk-Innenpolitikredaktion. 2010 erfolgte der Wechsel ins Fernsehen zur Innenpolitikredaktion der Zeit im Bild. Ab 2012 war sie eine der Fragestellerinnen der ORF-Pressestunde. Seit Dezember 2012 moderiert sie den Report, deren stellvertretende Sendungsverantwortliche sie auch ist. Zudem moderiert sie für den ORF die Konfrontationen der Spitzenkandidaten vor den Landtagswahlen sowie 2022 die Wahlsendung zur Bundespräsidentschaftswahl gemeinsam mit Armin Wolf. Im Jänner 2023 moderierte Susanne Schnabl gemeinsam mit Hanno Settele das ORF-Sonderformat 20 Fragen an Alexander Van der Bellen anlässlich seiner 2. Amtszeit als Bundespräsident.
Vor der Nationalratswahl am 29. September 2024 leitete Susanne Schnabl die ORF-Wahlkonfrontationen sowie gemeinsam mit Alexandra Wachter die Schlussrunde der Spitzenkandidaten und Kandidatin.
Im Sommer 2016 und 2023 hat Susanne Schnabl die ORF-Sommergespräche moderiert.
2018 erschien Schnabls erstes Buch Wir müssen reden. Warum wir eine neue Streitkultur brauchen.
Ab dem 12. Jänner 2025 moderiert sie die Sendung Das Gespräch mit Susanne Schnabl, die Nachfolgesendung von Im Zentrum.
Schnabl ist mit dem Journalisten und Fotografen Thomas Wunderlich verheiratet. Sie haben zusammen einen Sohn und eine Tochter.

## Auszeichnungen
- 2011 Österreichischen Staatspreis für Bildungsjournalismus
- 2016 Robert-Hochner-Preis[6] aufgrund ihrer „kontinuierlich hohe Fachkompetenz im politischen Journalismus“[7]
- 2017 als Teil des Report-Teams mit dem Walther-Rode-Preis
- 2019 als Mitglied, stellvertretende Sendungsverantwortliche und Moderatorin, abermals mit dem Robert-Hochner-Preis[8]

## Publikationen
- 2018: Wir müssen reden. Warum wir eine neue Streitkultur brauchen. Brandstätter Verlag, Wien 2018, ISBN 978-3-7106-0218-4.